# Sophia (gruppo musicale britannico)
I Sophia sono un gruppo composto da Robin Proper-Sheppard e da un gruppo di musicisti denominato Sophia collective che collaborano con Proper-Sheppard.

## Storia del gruppo
Il progetto Sophia nasce nel 1995 ad opera di Robin Proper-Sheppard, nato a San Diego in California ma trasferitosi in Inghilterra, già membro fondatore del gruppo indie-rock americano The God Machine .
Dopo lo scioglimento dei The God Machine nel 1995, Proper-Sheppard fonda la casa discografica The Flower Shop Recordings per la quale escono dischi di gruppi come  Elevate, Ligament e Swervedriver. Successivamente nel 1996 esce il primo disco dei Sophia. Con l'aiuto di vari musicisti della Flower Shop Recordings, esce infatti Fixed Water che delinea il sound della band come acustico e introspettivo.
Nel 1998 esce The Infinite Circle secondo capitolo della discografia dei Sophia. Nel 2005 il disco viene riproposto per intero dal vivo al Festival All Tomorrow's Parties.
Nel 2001 esce il primo disco dal vivo intitolato 'De Nachten'. Registrato durante l'apparizione della band in due festival in Belgio e Olanda, l'album contiene anche  4 nuove canzoni e la cover di John Lennon, Jealous Guy.
Il quarto album (terzo in studio) è del 2004  e si intitola 'People Are Like Seasons'. 
L'album esce per la City Slang/EMI ed è il primo album dei Sophia per una major discografica.
Grazie alla grande programmazione radiofonica del primo singolo 'Oh my love' la band raggiunge un pubblico sempre più vasto e appare in numerose classifiche ufficiali europee (in Belgio raggiunge addirittura l'ottava posizione). Il disco è seguito da un tour di  successo in giro per l'Europa durante il 2004.
Nel 2004 esce un disco di rarità chiamato 'Collections:One'.
Nel 2005 e 2006 è stato passato dalla band nella scrittura e registrazione del sesto album (quarto in studio). Album che esce nell'ottobre del 2006 con il titolo di 'Technology Won't Save Us'.
È dell'estate del 2009 l'album 'There Are No Goodbyes'. L'album, nell'edizione limitata contiene anche un disco bonus di un concerto solista di Robin accompagnato da un quartetto d'archi, registrato il giorno di San Valentino a Vienna.
Nella primavera del 2016, dopo quasi sette anni dall'album precedente, pubblicano As We Make Our Way (Unknown Harbours).

## Componenti Attuali
- Robin Proper-Sheppard (voci, chitarra)
- Jeff Townsin (batteria)
- Will Foster (tastiere)
- Adam Franklin (chitarra)

## Discografia

### Album
- Fixed Water (1996, The Flower Shop Recordings)
- The Infinite Circle (1998, The Flower Shop Recordings)
- De Nachten (2001, Flower Shop Recordings)
- People are like Seasons (2004, The Flower Shop Recordings/City Slang/Bang!)
- Collection:One (2004, Flower Shop Recordings)
- Technology Won't Save Us (2006, The Flower Shop Recordings/City Slang/Bang!)
- There Are No Goodbyes (2009, The Flower Shop Recordings/City Slang/Bang!)
- As We Make Our Way (Unknown Harbours) (2016, The Flower Shop Recordings/[PIAS]/Motor Music)
- Holding On / Letting Go (2020 The Flower Shop Recordings)